# Elisabeth Jansson
Elisabeth Helen Margaretha Jansson, född 10 februari 1976 i Stockholm, är en svensk operasångare (mezzosopran).
Jansson är utbildad vid Richard Strauss Konservatorium i München 1996–1999, Royal Academy of Music i London 1999 och Det Kongelige Danske Musikkonservatorium i Köpenhamn där hon tog examen 2004. Hon debuterade på Det Kongelige Teater i Köpenhamn som Cherubino i Mozarts Figaros bröllop 2003. Samma år sjöng hon där Hänsel i Humperdincks Hänsel und Gretel i en samproduktion mellan Opera-Akademiet och Amatørsymfonikerne. På Det Kongelige har hon också sjungit Hermia i Brittens En midsommarnattsdröm och valkyrian Rossweisse i Wagners Valkyrian (båda 2004).
Sedan 2005 ingår Jansson i Det Kongelige Teaters fasta solistensemble. Hon fick hon goda recensioner för sin tolkning av drottning Caroline Mathilde i urpremiären av Bo Holtens opera Livläkarens besök efter P.O. Enquists roman med samma namn 1999. Säsongen 2010 debuterade hon som Carmen.
Janssons mörka, uttrycksfulla stämma och hennes stora musikalitet har belönats med flera stipendier och priser, bland annat Joel Berglund-stipendiet och OVIS-Rösten (Operakonstens vänner i Skåne) 2001, Reumerts Talentpris 2004 samt priser på Royal Academy of Music.
Hon har sjungit flera av operalitteraturens stora mezzoroller, bland annat vid föreställningar på Royal Academy of Music i London, Richard Strauss Konservatorium i München och Opera-Akademiet i Köpenhamn.